# Nature morte aux oranges et au pot de miel
La Nature morte aux oranges, au pot de miel, aux boîtes de douceurs de coing et à la jarre de Manises (Bodegón con naranjas, orza de miel, cajas de dulce de membrillo y loza de Manises) est une huile sur toile (48,3 X 35,2 cm) de Luis Meléndez (1716-1780) conservée aux États-Unis, au Musée d'art Kimbell de Fort Worth au Texas. Elle date de 1760-1765.

## Description
Cette nature morte est placée comme souvent chez l'auteur sur une table de cuisine de bois sur un fond noir, la lumière venant de la gauche. Des oranges sont placées au premier plan reflétant la lumière. Au second plan, à droite, une haute jarre de céramique de Manises attire les regards avec son décor géométrique classique en blanc et manganèse (noir violacé). Au fond sont disposées des boîtes en forme de parallélépipède. Elles contiennent des douceurs de coing (dulce de membrillo), élaborées à partir de gelée de coing que l'on déguste en tranches. L'une des boîtes en haut a son petit côté directement éclairé, laissant voir la lettre M, initiale de Meléndez. Un pot de miel se dresse à gauche de la scène. Il est en céramique brune d'Alcorcón.
Meléndez démontre ici sa grande maîtrise d'une composition architecturale étudiant les diagonales et les lignes courbes, avec une somptueuse finesse du noir, des couleurs et du clair-obscur.

## Historique
Ce tableau provenant d'une collection privée en Suisse (Harari & Johns) a été acheté par le musée en 1985.